# A1402S
A1402S（エー いちよんまるに エス）とは、ソニー・エリクソン・モバイルコミュニケーションズ（現：ソニーモバイルコミュニケーションズ）によって開発され、KDDIおよび沖縄セルラー電話の各auブランドで販売されたCDMA 1Xの携帯電話である。マイナーチェンジバージョンの「A1402S II」も発売された。

## 特徴
au向け端末で初めて赤外線通信に対応した機種であり、アドレス交換はもちろんTVリモコンとしても利用できる。またアンテナが内蔵されており、ボディに出っ張りがない。
「Style-Upパネル」パネルを用いることで、見た目を切り替えられるのも大きな特徴である。A1402S発売時に10種類用意されたが、A1402S II発売時に6種類が追加された。
発売当時はQVGA液晶搭載で世界最小容積を誇り、機能を詰め込み重厚長大化していった当時の携帯電話端末に対して一石を投じた点が特筆される。

### A1402SとA1402S IIの相違点
カラー以外の相違点は以下のとおりである。
- A1402S IIはボディ形状が若干変更されており、サイズや質量もA1402Sとわずかに異なる。
- A1402Sでは、マクロレンズを装着する際Style-Upパネルを必要としていたが、A1402S IIでは、本体に直接マクロレンズを装着できるようになった。
- A1402S IIでは、カメラを必要としないユーザー（主に法人ユーザー）向けに「カメラなしモデル」が用意された。

## 対応サービス
- EZ「着うた」
- 赤外線通信
- ムービーメール(S/M)
- EZムービー(S/M/L)
- EZアプリ (BREW)
- QRコードリーダー（要マクロレンズ（同梱））